# Oenothera nuda
Oenothera nuda är en dunörtsväxtart som beskrevs av Otto Renner och Rostanski. Oenothera nuda ingår i släktet nattljussläktet, och familjen dunörtsväxter. Inga underarter finns listade i Catalogue of Life.